# 卡尔·奥尔·冯·韦尔斯巴赫
卡尔·奥尔·冯·韦尔斯巴赫（德語：Carl Auer von Welsbach，1858年9月1日—1929年8月4日）奥地利科学家、发明家，他于1885年首次将镨钕分离成镨和钕两种元素。他于1907年发现镥元素，是独立发现该元素的三位科学家之一。他还发明了煤气灯的气罩。